# Plejaden (Mythologie)

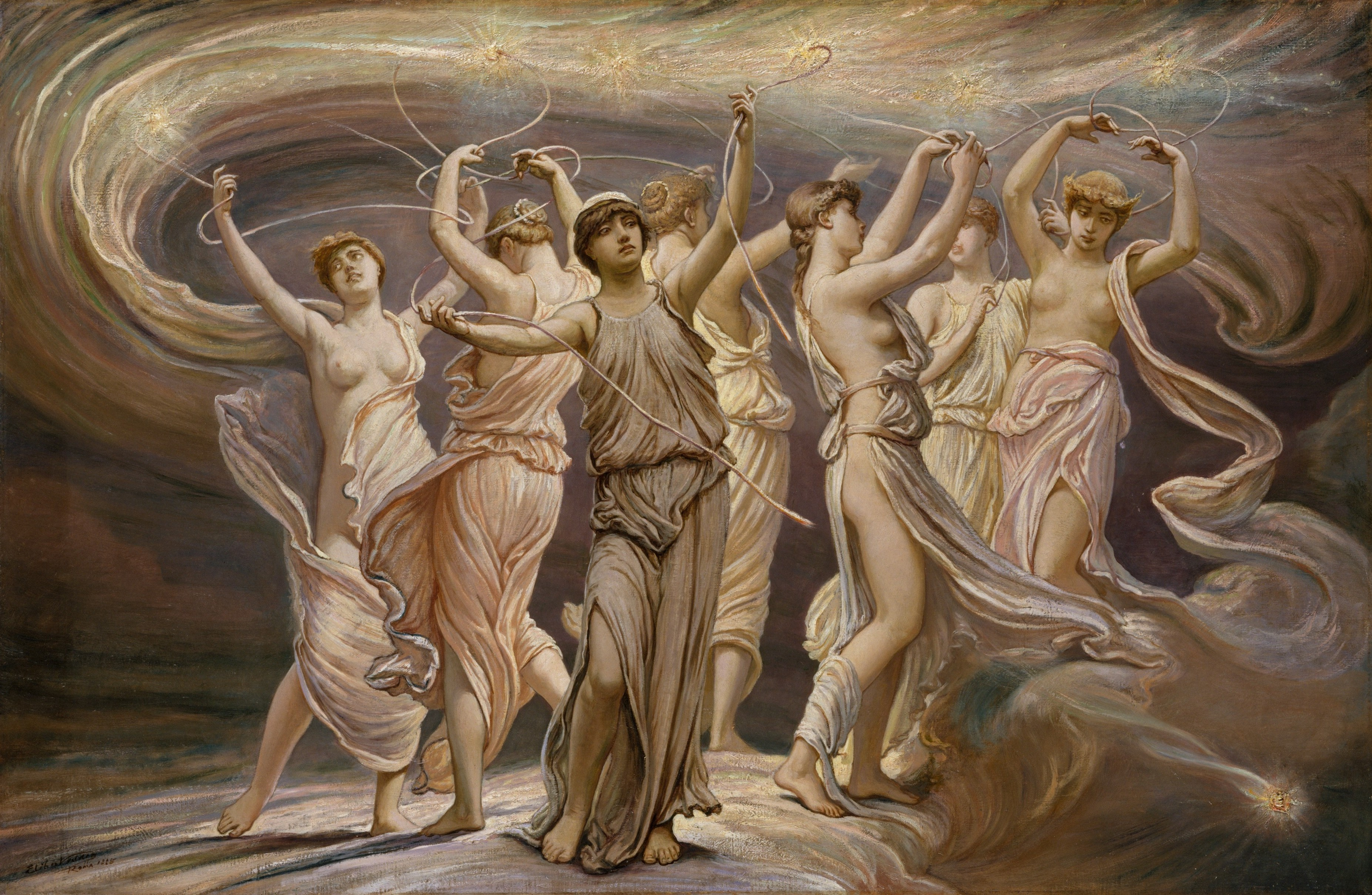
Die Plejaden. Gemälde von Elihu Vedder, 1885, Metropolitan Museum of Art, New York.

Die Plejaden galten in der griechischen Mythologie  als Nymphen. Sie sind die Töchter des Titanen Atlas und der Okeanide Pleione. Durch ihre Abstammung von Atlas werden sie auch als Atlantiden bezeichnet.

## Mythos
Sie wurden als die jungfräulichen Begleiterinnen der Artemis bezeichnet, die Orion über die Wiesen Böotiens verfolgte, bis sie in Tauben (peleiades) verwandelt und als Sternbild in den Himmel versetzt wurden (s. Plejaden).
Nach einer anderen Erzählung nahmen sich alle aus Betrübnis über den Tod ihres Bruders Hyas zusammen mit ihren Schwestern, den Hyaden, das Leben, bevor sie in den Himmel erhoben wurden.
Als Tauben seien die Plejaden ausgeflogen, um Zeus die Ambrosia zu bringen. Dabei mussten sie durch jenes Felsentor fliegen, das auch die Argo passieren musste – die Plegades oder Symplegaden. Eine dieser Tauben habe diesen Durchflug immer mit ihrem Leben bezahlt – und sei von Zeus jeweils ersetzt worden – vielleicht um das nach ihnen benannte „Siebengestirn“ vollständig zu halten.
Merope, die einzige Plejade, die einen Sterblichen heiratete, hatte großen Anteil daran, dass Sisyphos einst aus dem Hades wieder zurückgeschickt wurde, schämte sich aber letztlich ob dieser Verbindung so, dass sie am Himmel schwächer als ihre Schwestern leuchtet.
Ihre Namen lauten:
1. Alkyone, Halcyone: durch Poseidon die Mutter des Hyrieus und der Aithusa, die Anführerin ihrer Schwestern
2. Asterope oder Sterope: durch Ares die Mutter des Oinomaos oder dessen Ehefrau
3. Elektra: durch Zeus die Mutter des Dardanos und des Iasion
4. Kelaino: durch Poseidon die Mutter des Lykos
5. Maia: durch Zeus die Mutter des Hermes, die der Kallisto nahestand
6. Merope: durch Sisyphos die Mutter des Glaukos
7. Taygete: durch Zeus die Mutter des Lakedaimon, des Stammvaters der Spartaner